# BC Žalgiris
Basketball Club Žalgiris (Litauisk: Krepšinio klubas Žalgiris) er en litauisk professionel basketballklub fra Kaunas, Klubben der spiller i den Litauiske Basketliga og i Euroleague. Klubben spiller sine hjemmekampe i Žalgiris Arena.
Navnet Žalgiris er en reference til Slaget ved Tannenberg (1410), som på litauisk hedder Slaget ved Žalgiris.

## Historie
Klubben blev grundlagt i 1944 og er dermed den ældste stadige aktive basketballklub i Litauen, samt en af de ældste i Europa. Klubben havde succes med det samme, da det vandt deres første litauiske mesterskab i 1946, og året efter i 1947 vandt de Sovjetunionens Basketliga for første gang. Klubbens stærkeste periode under Sovjetunionen kom i 1950'erne, hvor at de vandt 7 litauiske mesterskaber samt det sovetiske mesterskab i 1953. Herefter fulgte en længere tørkeperiode, hvor at klubben var konkurrencedygtig, men ingen mesterskaber vandt, da de flere gange vandt sølv og bronze. Det var først i 1985, 27 år efter deres seneste mesterskab, at de igen vandt den sovjetiske række. De vandt den så også igen i 1986.
Efter Litauens selvstændighed fra Sovjetunionen i 1990, har Žalgiris etableret sig som det mest succesulde hold i landet. Klubben har vundet 23 litauiske mesterskaber, herunder 11 mesterskaber i streg mellem 2011-2021. Klubbens største øjeblik kom dog i 1999, hvor at klubben vandt Euroleague mesterskabet for første gang i deres historie.

## Spillere

### Nuværende spillertrup
Oversigten er opdateret til og med 20. maj 2023.
| BC Žalgiris spillertrup | BC Žalgiris spillertrup | BC Žalgiris spillertrup | BC Žalgiris spillertrup | BC Žalgiris spillertrup | BC Žalgiris spillertrup | BC Žalgiris spillertrup   |
| Nummer                  | Navn                    | Position                | Nationalitet            | Højde                   | Vægt                    | Fødselsdag                |
| ----------------------- | ----------------------- | ----------------------- | ----------------------- | ----------------------- | ----------------------- | ------------------------- |
| 1                       | Isaiah Taylor           | PG                      | USA                     | 1.88 m                  | 77 kg                   | 11. juli 1994 (31 år)     |
| 2                       | Keenan Evans            | G                       | USA                     | 1.91 m                  | 86 kg                   | 23. august 1996 (28 år)   |
| 3                       | Dovydas Giedraitis      | SG                      | Litauen                 | 1.93 m                  | 93 kg                   | 17. august 2000 (24 år)   |
| 4                       | Lekavičius Lukas        | PG                      | Litauen                 | 1.80 m                  | 78 kg                   | 30. marts 1994 (31 år)    |
| 8                       | Kevarrius Hayes         | C                       | USA                     | 2.06 m                  | 103 kg                  | 5. marts 1997 (28 år)     |
| 10                      | Rolands Šmits           | PF                      | Letland                 | 2.08 m                  | 107 kg                  | 25. juni 1995 (30 år)     |
| 14                      | Motiejus Krivas         | C                       | Litauen                 | 2.14 m                  | 110 kg                  | 1. december 2004 (20 år)  |
| 15                      | Laurynas Birutis        | C                       | Litauen                 | 2.01 m                  | 114 kg                  | 27. august 1997 (27 år)   |
| 16                      | Karolis Lukošiūnas      | SG                      | Litauen                 | 1.95 m                  | 87 kg                   | 5. august 1997 (28 år)    |
| 17                      | Ignas Brazdeikis        | G/F                     | Litauen                 | 2.01 m                  | 100 kg                  | 8. januar 1999 (26 år)    |
| 25                      | Achille Polonara        | PF                      | Italien                 | 2.03 m                  | 90 kg                   | 23. november 1991 (33 år) |
| 33                      | Tomas Dimša             | SG                      | Litauen                 | 1.96 m                  | 85 kg                   | 2. januar 1994 (31 år)    |
| 34                      | Tyler Cavanaugh         | PF                      | USA                     | 2.06 m                  | 108 kg                  | 9. februar 1994 (31 år)   |
| 45                      | Liutauras Lelevičius    | G/F                     | Litauen                 | 2.01 m                  | 82 kg                   | 28. maj 2003 (22 år)      |
| 51                      | Arnas Butkevičius       | F                       | Litauen                 | 1.97 m                  | 95 kg                   | 22. november 1992 (32 år) |
| 92                      | Edgaras Ulanovas (C)    | SF                      | Litauen                 | 1.99 m                  | 99 kg                   | 7. januar 1992 (33 år)    |

### Pensionerede numre
| Nummer | Spiller             | Position | Nationalitet | Tid hos klubben                 |
| ------ | ------------------- | -------- | ------------ | ------------------------------- |
| 5      | Modestas Paulauskas | SF       | Litauen      | 1962–1976                       |
| 11     | Arvydas Sabonis     | C        | Litauen      | 1981–1989, 2001–2002, 2003–2005 |
| 13     | Paulius Jankūnas    | PF       | Litauen      | 2003-2009, 2010–2022            |

## Titler

### Nationale titler
- Litauiske SSR Basketliga (11): 1946, 1950, 1952, 1953, 1954, 1955, 1957, 1958, 1991, 1992, 1993

- Litauiske Basketliga (23): 1994, 1995, 1996, 1997, 1998, 1999, 2001, 2003, 2004, 2005, 2007, 2008, 2011, 2012, 2013, 2014, 2015, 2016, 2017, 2018, 2019, 2020, 2021

- Litauiske Pokaltunering (6): 1990, 2007, 2008, 2011, 2012, 2015

- Sovjetunionens Basketliga (5): 1947, 1951, 1985, 1986, 1987

- Sovjetunionens Pokaltunering (1): 1953

- Konge Mindaugas Cup (5): 2017, 2018, 2020, 2021, 2022, 2023

### Internationale titler
- EuroLeague (1): 1998–99

- FIBA Saporta Cup (1): 1997–98

- FIBA Intercontinental Cup (1): 1986